# يوساكو يارا
يوساكو يارا (屋良有作 يارا يوساكو) (إسمه الحقيقي سسمو كاوابي (川部奨 كاوابي سسمو)) هو ممثل ياباني ولد في 15 مارس 1948 في طوكيو.

## أدواره في الانمي

### مسلسلات أنمي تلفزيونية
- سيتي هنتر - هيراو، كونري
- AVENGER - كروس
- توريكو - تشين تشينتشين
- سينت سيا - ساجيتاريوس أيولوس، غاما فيكدا ثور
- بينغ بونغ - جو كويزومي
- قبضة نجم الشمال - وولف، غوم, تارغل، داغارل, غيلد، كايزل
- ديلتورا كويست - باردا
- شيغوروي - أوشيماتا غونزايمون
- كاتيكيو هيتمان ريبورن! - فونغولا التاسع
- جان x سورد - بارون ميير
- موشيشي: التتمة - كبير الصيادين (الصدف المغرد)
- أغنية حب طيار - ليوبولد ميلزي
- غايست كراشر - مانغان
- البدلة المتنقلة جاندام 00 - بانج هيركولي
- كلاسروم كرايسس - شيغيرو ياماموتو
- بوكيمون - السيد باركر، غلايغارمان
- هجوم العمالقة الموسم 3 (2018) - رود ريس

### أنمي الإنترنت
- سينت سيا: سول أوف غولد - ساجيتاريوس أيولوس

### أوفا أنمي
- الأسطورة المقدسة -ريغفيدا- - الراوي، زوتشوتين
- سينت سيا فصل هادس: العالم السفلي - ساجيتاريوس أيولوس

### أفلام أنمي
- دراغون بول Z: الزعيم سلاغ - سلاغ الشاب
- كاوبوي بيباب: باب النعيم - هوفمان
- فيلم خيميائي الفولاذ: نجم ميلوس المقدس - فاتانين

## أدواره في الدبلجة اليابانية
- المنقذون - أورفيل
- رجال عود الثقاب - دكتور كلاين
- جانغو الحر - ستيفن
- آي كارلي - غريغ هورفاث
- القطار القطبي السريع - ستيمر

## وصلات خارجية
- يوساكو يارا على موقع IMDb (الإنجليزية)
- يوساكو يارا على موقع ألو سيني (الفرنسية)
- يوساكو يارا على موقع ميوزك برينز (الإنجليزية)
- يوساكو يارا على موقع ديسكوغز (الإنجليزية)
- يوساكو يارا على موقع قاعدة بيانات الفيلم (الإنجليزية)
- يوساكو يارا على موقع كينوبويسك (الروسية)
- يوساكو يارا على موقع كينوبويسك (الروسية)
- يوساكو يارا على موقع ANN person (الإنجليزية)